# Associazione Sportiva Cynthia 1988-1989
Questa pagina raccoglie le informazioni riguardanti l'Associazione Sportiva Cynthia nelle competizioni ufficiali della stagione 1988-1989.

## Rosa
| N. |                   | Ruolo | Calciatore               |
| -- | ----------------- | ----- | ------------------------ |
|    | Italia (bandiera) | C     | Bruno Baldari            |
|    | Italia (bandiera) | C     | Ubaldo Biagetti          |
|    | Italia (bandiera) |       | Bonincontro              |
|    | Italia (bandiera) | C     | Daniele Bontempi         |
|    | Italia (bandiera) | A     | Emilio Budruni           |
|    | Italia (bandiera) | P     | Fabio Conti              |
|    | Italia (bandiera) | C     | Maurizio Coppola         |
|    | Italia (bandiera) | A     | Duilio D'Alessandro (II) |
|    | Italia (bandiera) |       | D'Ippoliti               |
|    | Italia (bandiera) | C     | Alfredo Di Stefano       |
|    | Italia (bandiera) | D     | Alessandro Ferri         |
|    | Italia (bandiera) | A     | Claudio Fioretti         |

| N. |                   | Ruolo | Calciatore            |
| -- | ----------------- | ----- | --------------------- |
|    | Italia (bandiera) | C     | Antonio Genzano       |
|    | Italia (bandiera) | C     | Andrea Giannelli      |
|    | Italia (bandiera) | A     | Gianfranco Mannarelli |
|    | Italia (bandiera) | A     | Alessandro Manzoni    |
|    | Italia (bandiera) | D     | Marcello Nicolucci    |
|    | Italia (bandiera) | P     | Giuseppe Oliverio     |
|    | Italia (bandiera) | D     | Mauro Plati           |
|    | Italia (bandiera) | D     | Piero Rotondi         |
|    | Italia (bandiera) | C     | Stefano Santirocchi   |
|    | Italia (bandiera) | D     | Paolo Tagliolini      |
|    | Italia (bandiera) | A     | Domenico Troia        |
|    | Italia (bandiera) | A     | Costantino Zuccarini  |